# Centenariosuchus
Centenariosuchus — вимерлий рід кайманових крокодилів, відомий з міоцену зони Панамського каналу в Панамі. Він містить один вид, Centenariosuchus gilmorei, який був названий у 2013 році на честь майбутньої столітньої річниці копання Панамського каналу. Два зразки скам'янілостей, що складаються з фрагментів черепа, були знайдені в формації Кукарача раннього та середнього міоцену в 2009 і 2011 роках і можуть належати одній особині. Вид діагностується за комбінацією особливостей черепа, які він поділяє з базальними кайманами, такими як Tsoabichi, Eocaiman, Culebrasuchus і живий рід Paleosuchus, а також більш похідними кайманами, такими як каймани з роду Caiman. Однією особливістю, яка відрізняє Centenariosuchus від усіх інших кайманів, є прямий зовнішній край отвору на нижній стороні черепа, який називається підочноямковим вікном. Відповідно до одного філогенетичного аналізу спорідненості кайманів, Centenariosuchus належить до клади або еволюційного угруповання кайманів, що включає дуже великі та високоспеціалізовані форми Purussaurus і Mourasuchus, відомі з міоцену Південної Америки.